# ماراتن (فیلم ۱۹۱۹)
ماراتن (انگلیسی: The Marathon) یک فیلم کمدی صامت کوتاه به کارگردانی آلفرد جی. گلدینگ است که در سال ۱۹۱۹ منتشر شد.

## بازیگران
- هارولد لوید
- اسناب پالرد
- ببه دنیلز
- سمی بروکس
- گاس لئونارد
- ماری موسکینی
- والاس هاو
- گیلورد لوید
- دوروثیا والبرت
- نوآ یانگ
- فرد سی. نیومیر